# Antinoos (fils d'Eupithès)
Pour les articles homonymes, voir Antinoüs (homonymie).

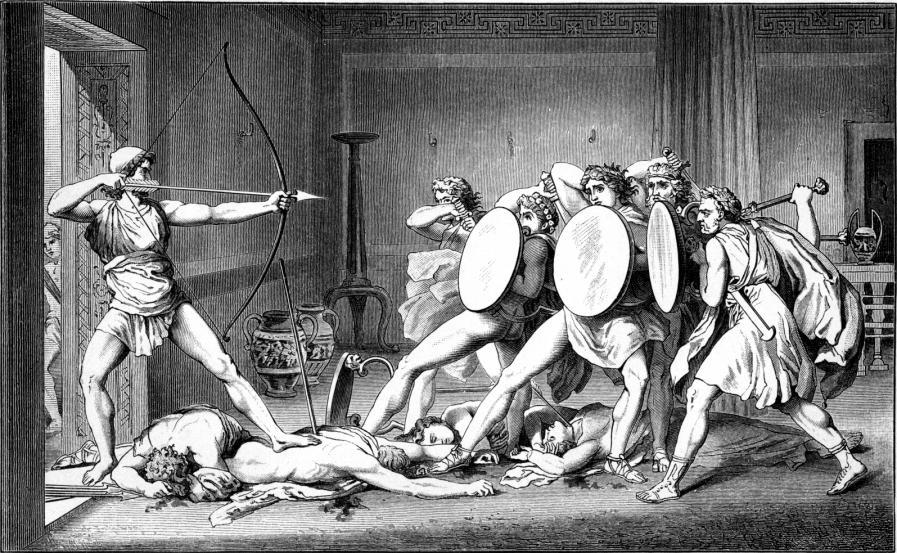
Ulysse tuant Antinoos, Illustration de Schwab Gustav,1882.

Antinoos (grec moderne : Ἀντίνοος), fils d'Eupithès était, selon la mythologie grecque, l'un des prétendants de Pénélope pendant l'absence d'Ulysse parti pour Troie. L'un des deux éminents prétendants en lice pour la main de Pénélope, il est présenté comme un mesquin personnage, qui souille volontairement la maison d'Ulysse tandis que le héros est perdu en mer. 
Lorsque Télémaque, le fils d'Ulysse et de Pénélope, revient de sa visite à Nestor et Ménélas, Antinoos tente de le tuer. Télémaque évite le piège grâce à la déesse Athéna.
Antinoos se distingue souvent par sa violence, sa fierté et sa brutalité. Insulté par Eumée, au palais, après qu'Ulysse réapparaît sous l'apparence d'un mendiant, il est le premier prétendant à mourir d'une flèche décochée par Ulysse, qui lui transperce la gorge. Mourant, c'est Eurymaque qui l'accablera.